# José Guerra Campos
José Guerra Campos (Ames, la Corunya, 13 de setembre de 1920 - Sentmenat, Vallès Occidental, 15 de juliol de 1997) va ser un bisbe, teòleg i filòsof espanyol.

## Estudis superiors
Va fer estudis eclesiàstics al Seminari diocesà de Santiago de Compostel·la des de 1931 a 1940, amb una interrupció durant la Guerra Civil Espanyola (on va combatre en la 108a Divisió franquista). Va estudiar batxillerat eclesiàstic a la Universitat Pontifícia Gregoriana de Roma, com a alumne del Pontifici Col·legi Espanyol. Va obtenir el Batxiller en Sagrada Teologia en aquesta universitat en 1945 i es va llicenciar i doctorar per la Universitat Pontifícia de Salamanca en 1945.

## Trajectòria canònica i docent
Fou ordenat sacerdot el 15 d'octubre de 1944. Entre 1945 i 1964 exercí de professor al Seminari Diocesà de Santiago de Compostel·la (Teologia, Introducció als Evangelis, Història de la Filosofia i Litúrgia), a l'Institut de Cultura Religiosa Superior (Història de les Religions, Història de l'Església) i en les Facultats de Medicina i de Farmàcia de la Universitat Compostel·lana (Deontologia general i mèdica). També fou canonge reliquiari, per oposició, de la Catedral compostel·lana des de 1951.
Entre 1945 i 1964 fou Consiliari dels Joves Universitaris d'Acció Catòlica; viceconsiliari de l'Arxiconfraria Universal de l'Apòstol Sant Jaume i director del seu butlletí «Compostela»; secretari de les Juntes dels Anys Sants Jacobeus; membre del Centre d'Estudis Jacobeus i de l'Institut d'Estudis Gallecs Pare Sarmiento (del CSIC); també fou director adjunt en una fase de les excavacions arqueològiques en la Catedral de Santiago de Compostel·la.
Fou consultor de l'Episcopat Espanyol en el Concili Vaticà II (1962-1963) i nomenat bisbe titular de Mutia i auxiliar de Madrid-Alcalá el 15 de juny de 1964.
Com a bisbe va participar en les sessions del Concili de 1964 i 1965, amb intervenció especial sobre l'ateisme marxista en la constitució «Gaudium et Spes». Fou membre del Secretariat Pontifici pel Diàleg amb els no Creients (1965-1973); del Comitè d'enllaç de les Conferències Episcopals Europees (1965-1972); representant de l'Episcopat Espanyol en el Primer Sínode de Bisbes a Roma (1967); convocat per al segon per la Secretaria del Sínode (1969).
De 1964 a 1972 fou secretari general de la Conferència Episcopal Espanyola; president de la Unió Nacional d'Apostolat Seglar; consiliari de la Junta Nacional de l'Acció Catòlica Espanyola; president de la Comissió Catòlica Espanyola de la Infància; president del Comitè Rector de la Campanya contra la fam al món; director de l'Institut Central de Cultura Religiosa Superior. Membre fins a 1976 de la Junta del Patronat Menéndez i Pelayo del CSIC; president de la Comissió Assessora de Programes Religiosos de RTVE fins a 1973. Des del 13 d'abril de 1973 fou bisbe de Conca.
Va ser inspirador de la revista religiosa Iglesia-Mundo i de l'Hermandad Sacerdotal Española, que agrupava a 6000 sacerdots contraris als canvis que el Concili Vaticà II va introduir a l'Església catòlica.

## Procurador en Corts
Designat procurador en Corts pel Dictador el 1967, va formar part del grup més reaccionari, i així va ser un dels 59 procuradors que el 18 de novembre de 1976 en les Corts Espanyoles van votar en contra de la Llei per a la Reforma Política que derogava els Principis Fonamentals del Movimiento.

## Final
Va morir a Sentmenat (Barcelona), en una residència de la Societat Missionera de Crist Rei, institut erigit per ell mateix en 1994, i les seves restes van ser inhumades en la catedral de Conca el dia 17 de juliol de 1997.

## Obres
- La esperanza del Evangelio.  Editorial Sol, 2006, p. 185. ISBN 978-84-612-8977-6.
- «Diálogo sobre la libertad religiosa.». Altar Mayor, Nº. 12, Enero 2009, p. 363-374 [Consulta: 6 març 2010].[Enllaç no actiu]
- Lecciones sobre ateísmo contemporáneo.  Madrid : Fe Católica,, 1978. ISBN 84-7072-097-X.
- La ley de divorcio y el Episcopado español: (1976-1981).  Madrid : ADUE, 1981. ISBN 84-85369-02-5.
- Exploraciones arqueológicas en torno al sepulcro del Apóstol Santiago.  Santiago de Compostela : Cabildo de la Catedral, 1983. ISBN 84-7009-192-1.